# Circle Singing
Circle Singing (deutsch: „(im) Kreis singen“) bezeichnet eine Musizierweise für Chöre. Die Chorleitung, ein Chormitglied oder eine Stimmgruppe singt eine musikalische Phrase, die von den anderen als Ostinato bzw. Loop wiederholt wird. Häufig steht die Gruppe dabei im Kreis. Auf Initiative der Leitung oder von einzelnen Ensemblemitgliedern wird dieses Motiv von weiteren Ostinati überlagert, nach einem vorgefertigten mehrstimmigen Satz oder im Rahmen einer Improvisation. Bisherige Loops können ausgesetzt werden und einzelne Ensemblemitglieder können vorübergehend über die zirkuläre Struktur solistisch improvisieren (und dabei auch räumlich „den Kreis verlassen“).
Insbesondere in afrikanischen Kulturen haben Circlesongs eine lange Tradition. In der heutigen westlichen Chorpraxis werden sie einerseits als Übung eingesetzt, etwa zur Entwicklung der musikalischen Sensibilität und improvisatorischen Fähigkeiten der Chormitglieder oder zur Förderung der Gruppendynamik. Anderseits dienen sie auch als selbständige Darbietungsform bei Konzerten.